# Saint-Vigor-des-Mézerets
Saint-Vigor-des-Mézerets és un municipi francès situat al departament de Calvados i a la regió de Normandia. L'any 2007 tenia 247 habitants.

## Demografia

### Població
El 2007 la població de fet de Saint-Vigor-des-Mézerets era de 247 persones. Hi havia 100 famílies de les quals 28 eren unipersonals (20 homes vivint sols i 8 dones vivint soles), 32 parelles sense fills i 40 parelles amb fills.
La població ha evolucionat segons el següent gràfic:
Habitants censats

### Habitatges
El 2007 hi havia 140 habitatges, 101 eren l'habitatge principal de la família, 32 eren segones residències i 7 estaven desocupats. Tots els 139 habitatges eren cases. Dels 101 habitatges principals, 77 estaven ocupats pels seus propietaris, 19 estaven llogats i ocupats pels llogaters i 5 estaven cedits a títol gratuït; 1 tenia una cambra, 5 en tenien dues, 19 en tenien tres, 39 en tenien quatre i 36 en tenien cinc o més. 74 habitatges disposaven pel capbaix d'una plaça de pàrquing. A 55 habitatges hi havia un automòbil i a 41 n'hi havia dos o més.

### Piràmide de població
La piràmide de població per edats i sexe el 2009 era:
| Homes | Edats   | Dones |
| ----- | ------- | ----- |
| 0     | 95 o +  | 0     |
| 0     | 90 a 94 | 0     |
| 0     | 85 a 89 | 0     |
| 0     | 80 a 84 | 4     |
| 8     | 75 a 79 | 16    |
| 0     | 70 a 74 | 4     |
| 8     | 65 a 69 | 4     |
| 0     | 60 a 64 | 8     |
| 0     | 55 a 59 | 0     |
| 8     | 50 a 54 | 4     |
| 0     | 45 a 49 | 0     |
| 4     | 40 a 44 | 0     |
| 12    | 35 a 39 | 8     |
| 12    | 30 a 34 | 4     |
| 20    | 25 a 29 | 12    |
| 0     | 20 a 24 | 0     |
| 0     | 15 a 19 | 0     |
| 4     | 10 a 14 | 4     |
| 4     | 5 a 9   | 4     |
| 12    | 0 a 4   | 12    |

## Economia
El 2007 la població en edat de treballar era de 148 persones, 119 eren actives i 29 eren inactives. De les 119 persones actives 107 estaven ocupades (70 homes i 37 dones) i 12 estaven aturades (6 homes i 6 dones). De les 29 persones inactives 9 estaven jubilades, 9 estaven estudiant i 11 estaven classificades com a «altres inactius».

### Ingressos
El 2009 a Saint-Vigor-des-Mézerets hi havia 98 unitats fiscals que integraven 243 persones, la mediana anual d'ingressos fiscals per persona era de 12.962 €.

### Activitats econòmiques
Dels 8 establiments que hi havia el 2007, 2 eren d'empreses de fabricació d'altres productes industrials, 1 d'una empresa de construcció, 1 d'una empresa de comerç i reparació d'automòbils i 4 d'empreses de serveis.
L'únic servei als particulars que hi havia el 2009 era una lampisteria.
L'únic establiment comercial que hi havia el 2009 era una botiga de roba.
L'any 2000 a Saint-Vigor-des-Mézerets hi havia 22 explotacions agrícoles que ocupaven un total de 472 hectàrees.

## Poblacions més properes
El següent diagrama mostra les poblacions més properes.